# Melanau
Les Melanaus (littéralement peuple des rivières) sont une ethnie vivant dans le nord de l'île de Bornéo dans l'État de Sarawak (Malaisie). Les mélanaus constituent une des plus anciennes populations du Sarawak.

## Histoire
Au XIXe siècle, leurs communautés étaient installées de manière dispersée le long du cours du fleuve Rajang et de ses principaux affluents. Ils vivaient dans de longues maisons et trouvaient leur subsistance dans la pêche et la culture du riz et du sago. Composés de sous-ethnies ils parlent différents dialectes rattachés au mélanau. C'est le seul peuple indigène de Sarawak à s'être converti de manière majoritaire à l'islam. Au cours des dernières décennies ils se sont largement acculturés. Ils ont quitté leur habitat traditionnel, vivent dans des maisons individuelles et sont proches du fait de leur religion des malais. Ils sont aujourd'hui souvent confondus avec ces derniers. Avec environ 132 600 melanaus recensés en 2014 ils représentent une faible fraction de la population du Sarawak. Mais leur rôle politique est important puisqu'ils ont fourni au Sarawak cinq de ses six premiers chefs d'État et deux de ses cinq premiers ministres.

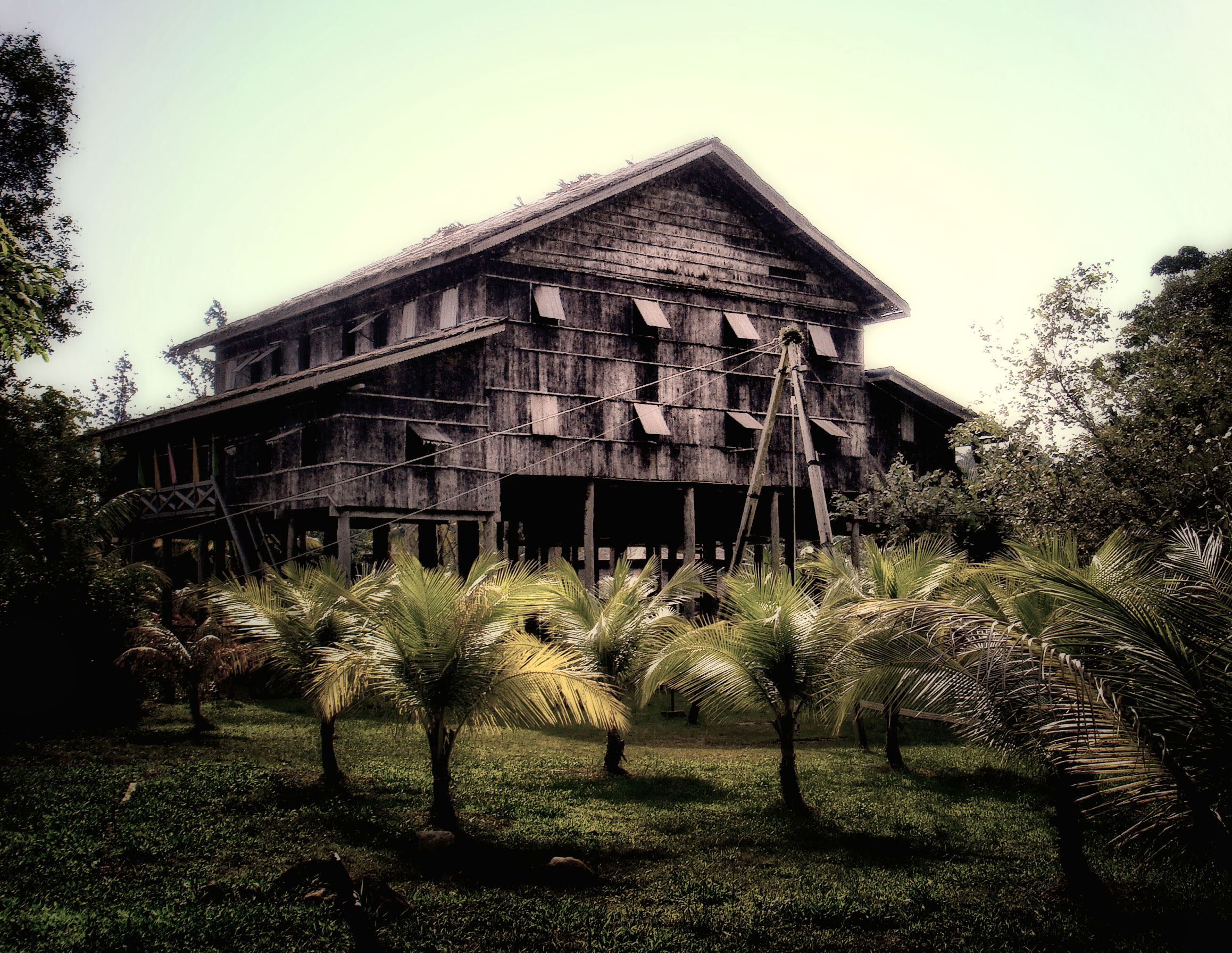
Maison longue mélanau
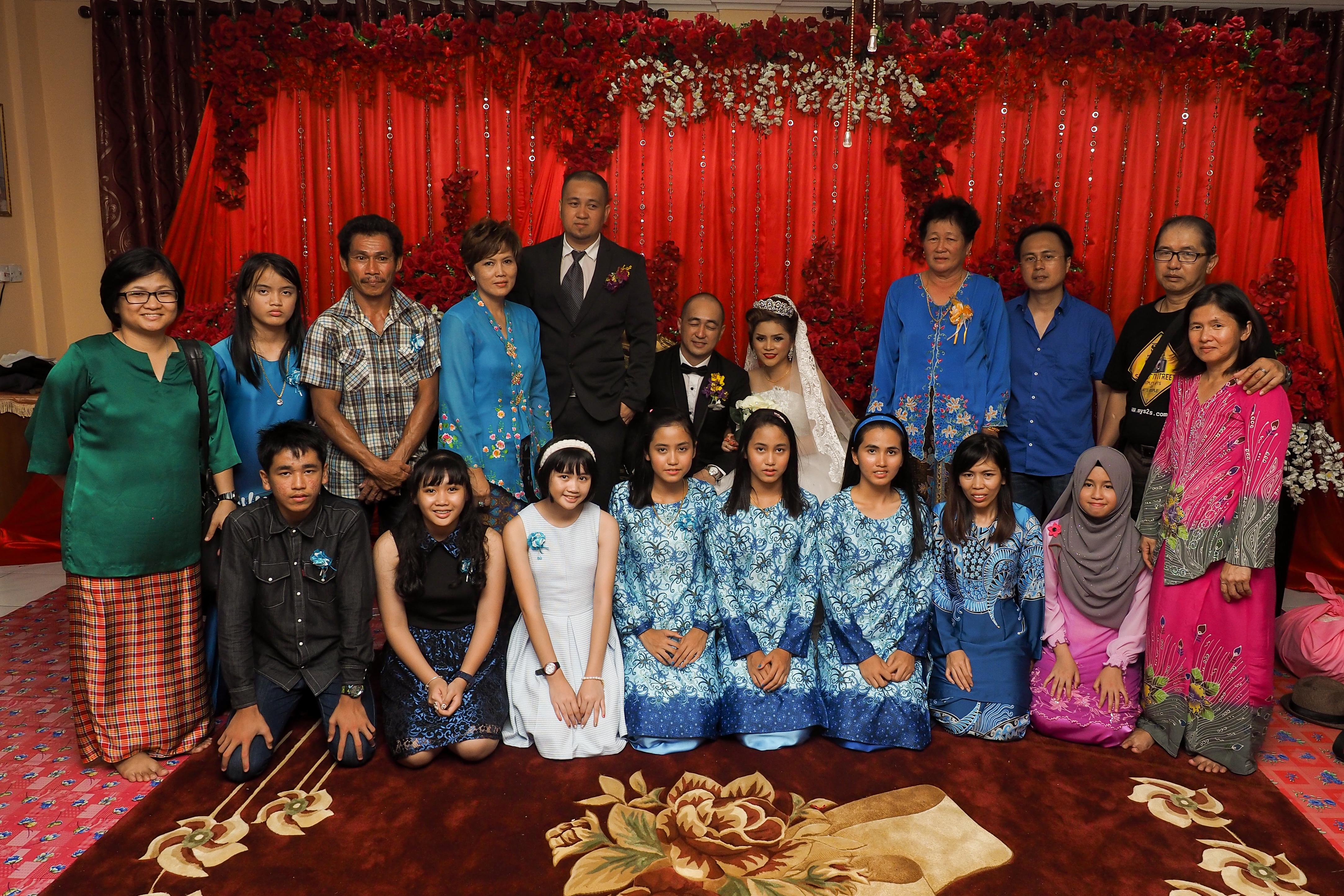
Famille mélanau réunie pour un mariage
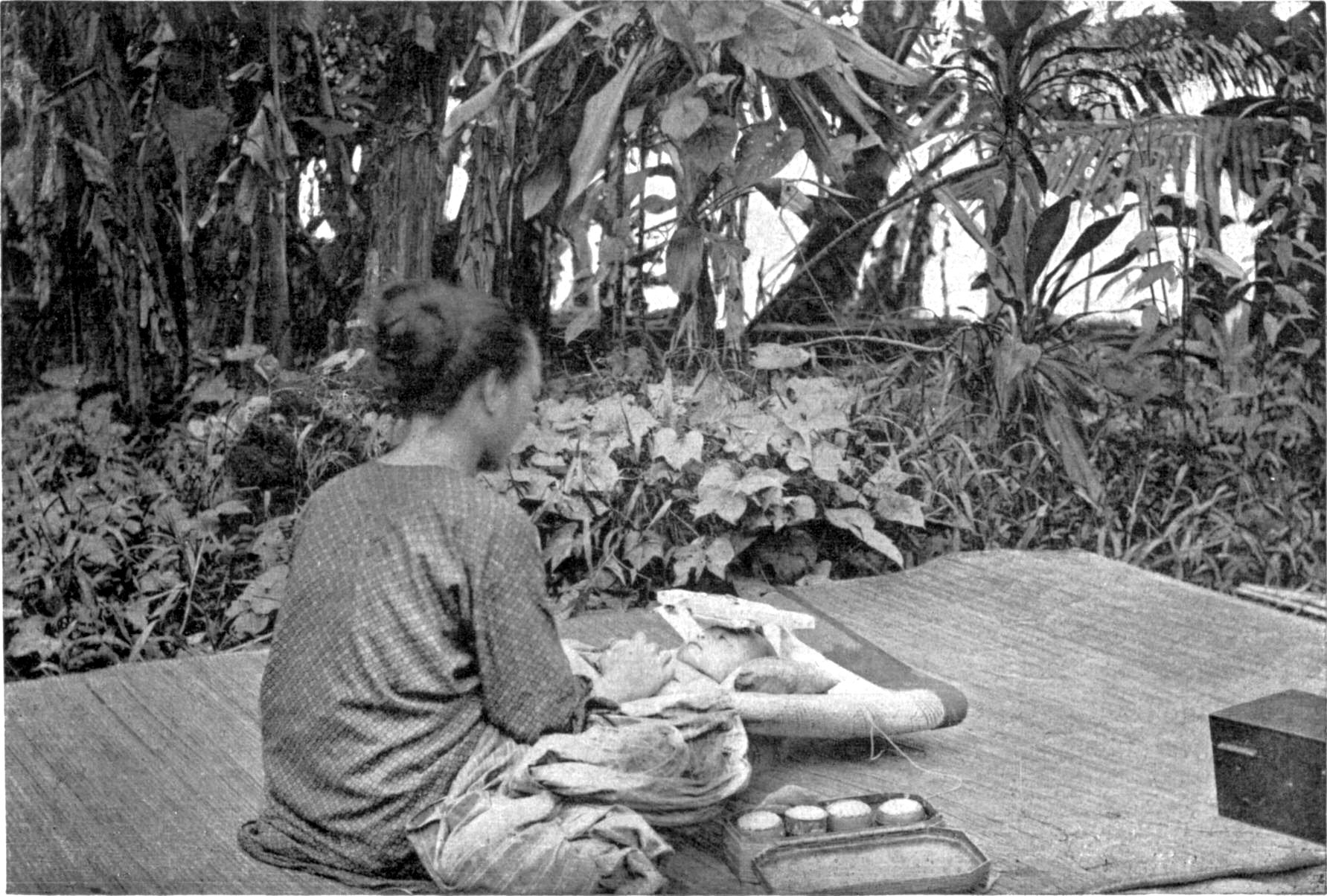
Bébé mélanau avec un cadre destiné à aplatir son front (posé 1 mois après la naissance)